# Saint-Verhaegen
La Saint-Verhaegen ou Saint-V célèbre la fondation de l'Université libre de Bruxelles (ULB) chaque 20 novembre.
Élément central du folklore estudiantin bruxellois, mêlant commémorations et guindailles, elle est organisée conjointement par l'association interfacultaire des étudiants de l'ULB, c'est-à-dire successivement l'Association générale des étudiants de 1886 à 1970, l'Association des cercles folkloriques de 1973 à 1989 et enfin l'Association des cercles étudiants (ACE) de 1989 à nos jours ainsi que par son homologue néerlandophone la Brussels Studentengenootschap (nl) (BSG) de la Vrije Universiteit Brussel (VUB) (cette dernière s'étant séparée de l'ULB en 1969). Elle est reprise à l'inventaire du patrimoine culturel immatériel de la Région de Bruxelles-Capitale.

## Histoire

### De 1834 à 1888
L'ouverture officielle de l'ULB eut lieu le 20 novembre 1834 sous l'impulsion de Pierre-Théodore Verhaegen, Vénérable Maître de la loge Les Amis philanthropes et d'Auguste Baron. Dès cette époque, cette date fut décrétée jour de congé mais les premières réelles manifestations n'apparurent qu'au moment de la création de l'Union des anciens étudiants (UAE) en 1843. Il s'organisait alors à cette date des retrouvailles entre anciens de l'ULB dans les bistrots de Bruxelles. Cette journée se finissait par un banquet.

### De 1888 aux années 1920
Cette année-là apparut pour la première fois l'expression « Saint-Verhaegen ». Les étudiants voulurent à cette date réagir contre l'organisation universitaire ressentie comme antidémocratique et éloignée du principe du libre examen. C'est pourquoi ils firent référence publiquement au fondateur de l'ULB, grand promoteur de l'enseignement libre et scientifique.
Le matin du 20 novembre 1888, 200 étudiants (sur 1 400) munis de drapeaux des différentes organisations estudiantines se rendirent donc devant la statue de Verhaegen située devant les bâtiments de l'université qui se trouvait à l'époque rue des Sols. Puis ils allèrent déposer une couronne de feuilles de chêne sur la tombe de Verhaegen au cimetière de Bruxelles à Evere. Ce n'est que deux ans plus tard que les autorités académiques prirent part aux cérémonies. Pendant des années, étudiants et francs-maçons de la loge Les Amis philanthropes marchèrent ensemble pour commémorer la St V. Ces derniers accueillaient les étudiants au siège de la loge.
Dans les années qui suivirent, un cortège constitué par une gigantesque monôme (c'est-à-dire en une longue file indienne) partait dans l'après-midi du boulevard Anspach, précédé des drapeaux et fanfare, pour se rendre à l'université, rue des Sols, devant le monument dédié à Verhaegen. Là, étaient prononcés des discours au nom des étudiants et de l'ULB. Le recteur recevait ensuite les étudiants. Ceux-ci, pour finir partaient faire la fête dans les rues bruxelloises. L'aspect guindaille ne débutait pas avant 17 heures, l'essentiel de la journée étant consacré aux hommages.

### Les années noires
La commémoration de la fondation de l'ULB eut lieu en 1914-1918 à La Panne ainsi qu'en 1942 (à l'hôtel Rembrandt) et en 1943 (à l'université de Londres) en Angleterre.
À huit reprises les étudiants ont renoncé à la Saint-Verhaegen: Entre 1938 et 1941 où seules des collectes furent organisées au profit des familles des mobilisés. En 1975, le cortège fut annulé en raison du conflit entre les universités et le gouvernement. Le projet de loi-programme Humblet-De Croo voulait neutraliser une inflation de personnel non justifiée des universités, ainsi que le blocage des engagements de personnel, des promotions, des salaires. Du côté étudiant, les normes définissant les étudiants subsidiables étaient revues de manière draconiennes. En 2015, elle fut également annulée à la suite des menaces terroristes pesant sur Bruxelles. En raison de la crise du Covid-19, le déroulement des éditions 2020 et 2021 de la Saint-Verhaegen est bouleversé.

#### Annulation de la Saint-Verhaegen 2015
Dans un premier temps, les autorités académiques de l'ULB et de la VUB envisagèrent de déplacer les festivités au Plateau du Heysel et de remplacer le cortège par un cantus et un banquet. Dans un second temps, elles proposèrent, en concertation avec les associations étudiantes, d'organiser celle-ci sur la Grand-Place de Bruxelles et d'y tenir les traditionnels discours, le cortège folklorique au départ du Sablon demeurant annulé et le thé dansant (TD) du soir maintenu. Finalement, toutes les cérémonies et célébrations de la Saint-V furent annulées le vendredi 20 novembre au matin, TD compris, à la suite de la recommandation du centre de crise fédéral. Certains étudiants bravèrent néanmoins l'interdit et se rassemblèrent au Sablon et dans les cafés du centre-ville.

#### Crise du Covid-19
En 2020, en raison de la pandémie, le rassemblement du Sablon et le cortège sont annulés conjointement par les associations étudiantes et les autorités académiques. Les commémorations officielles du matin ont toutefois lieu en petit comité  et sont retransmises en direct sur internet. En remplacement des festivités, les cercles organisent une saint-Verhaegen en ligne pendant 24 heures via Twitch,.
En 2021, alors que les célébrations devaient se tenir comme à l'accoutumée moyennant la présentation d'un Covid safe ticket, les autorités de l'ULB et la VUB décident, au vu de l'aggravation de la situation sanitaire, de leur annulation le 16 novembre, seulement 3 jours avant l'évènement. Un report au second semestre est envisagé,. L'Association des cercles étudiants, tout en comprenant les raisons sanitaires, réagit en critiquant le caractère unilatéral de la mesure, les Associations estudiantines, qui sont les réelles organisatrices de l'évènement, n'ayant pas été concertées,,. Plusieurs évènements précédant la fête (conférences et thé dansant) sont néanmoins maintenus. Les hommages au Tir national et sur les tombes de Théodore Verhagen, Franz Kufferath et Henri La Fontaine sont également rendus par diverses associations,. L'après-midi, plusieurs centaines d'étudiants et étudiantes, principalement de la VUB, se réunissent malgré tout sur la place du Grand Sablon avant de descendre vers la Bourse.

### Reconnaissance
En 2019, la Région de Bruxelles-Capitale inscrit la Saint-Verhaegen à son inventaire du patrimoine culturel immatériel en raison de sa contribution au "caractère multiple, indépendant et rebelle de la ville, ainsi qu'à son identité".

## Déroulement

### Les cérémonies du matin
Dans les années 1920, l'ULB déménage et s'installe sur le campus du Solbosch à Ixelles. D'où changement dans les festivités : la partie académique aura désormais lieu le matin, la fête l'après-midi.
Jusqu'aux années 1960, les étudiants défilaient devant la tombe du soldat inconnu au pied de la Colonne du Congrès et devant la statue de Francisco Ferrer (érigée en 1911), symbole de la défense de la liberté intellectuelle (située alors place du Samedi, puis quai à la Chaux) et se dirigeaient ensuite vers l'université.
À partir de 1963, ils se réunissent à l'Enclos des fusillés (situé à l'ancien site du Tir national) où 18 étudiants furent exécutés durant la Seconde Guerre mondiale avant de rejoindre la tombe de Théodore Verhaegen à Evere. Ensuite retour au Solbosch où l'on se rassemble devant le monument commémoratif du Groupe G, un groupe de résistants issu de l'ULB lors de la Seconde Guerre mondiale. Les cérémonies se poursuivent alors dans le Hall des marbres de l'ULB devant le mémorial aux membres de la communauté universitaire décédés au cours des deux conflits mondiaux. Y sont prononcés des discours en français et néerlandais par les recteurs de l'ULB et de la VUB, le président de l'UAE, le bourgmestre de Bruxelles, le grand maître du Grand Orient de Belgique et pour les étudiants, le président de l'ACE et de la BSG ainsi que celui du Cercle du libre examen en présence des étudiants et étudiantes désireux de s'y joindre. Les représentants des ordres ,comme l'Ordre des Frères Macchabées de Belgiques ou des autres amicales de l'ULB, sont également au rendez-vous. Pour clôturer la partie académique, des gerbes de fleurs sont déposées devant le mémorial et la statue de Verhaegen ainsi que celle, située en face, de Ferrer, placée là en 1984 (150 ans de l'ULB). On entonne alors le Semeur, chant de l'ULB. À cela s'ajoute depuis quelques années[Quand ?] un drink à l'hôtel de ville de Bruxelles.

### Le cortège de l'après-midi

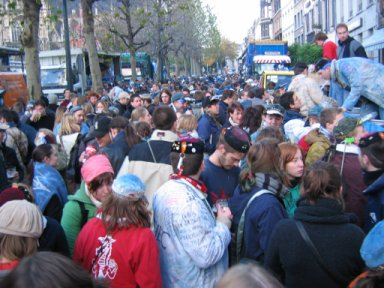
Foule au cortège de la St V. 2004.

L'après-midi a lieu un cortège dans le centre-ville de Bruxelles rassemblant les  différents cercles étudiants de l'ULB et de la VUB ainsi que quelques écoles supérieures. Le cortège a été pendant longtemps constitué de chars affrétés par les cercles. À l'origine tirés par des animaux de trait (jusque dans le début des années 1950), ils furent ensuite remplacés par une armada de camionnettes, camions et même semi-remorques. Ils arboraient décorations et ornementations (plus ou moins imaginatives en fonction des époques) illustrant le thème annuel choisi par les étudiants et transportaient également pompes et fûts de bière afin d'abreuver les quelques milliers d'étudiants et anciens étudiants participant à cette guindaille. Mais, à la suite de l'annulation du cortège en 2015 en raison de la menace terroriste, les étudiants repensent les festivités de telle sorte que, depuis l'édition 2016, les chars sont supprimés et font place à un "village festif" constitué de stands tenus par les cercles sur la place du Grand Sablon suivi d'un cortège pédestre,.
Partant de la place du Grand Sablon, le cortège descend vers le bas de la ville par la rue Lebeau, la rue de l'Hôpital, la place Saint-Jean, la rue du Lombard. L'itinéraire n'est pas immuable et varie en fonction des travaux dans Bruxelles et des décisions de la police. Il comportait autrefois un arrêt obligé rue des Sols ou devant le Manneken-pis portant à l'occasion un des nombreux costumes d'étudiants que compte sa garde-robe. La dislocation eut lieu à différents endroits suivant les époques. Remontant vers le haut de la ville, il finit longtemps porte de Namur, puis place Poelaert. Puis, pendant de nombreuses années, le cortège emprunta le boulevard Anspach pour s'achever à différents lieux: place de Brouckère, place Rogier et puis devant le Palais de la Bourse jusqu'en 2018. En 2019, le cortège change de point de chute et après avoir bifurqué dans la rue du Midi se termine Place de la Monnaie. Le tout se terminant par le brûlage des décors de retour au campus du Solbosch.

## Les médailles
Reprenant le thème de St-V, des médailles commémoratives sont frappées à l'occasion de celle-ci depuis 1938. Celles-ci s'accrochent sur la penne en souvenir de ce jour attendu par tous les étudiants attachés au folklore et à l'ULB. Mais en plus de l'émission « officielle » par l'association des étudiants s'ajoutent certaines années les versions néerlandophones, les éditions pirates, les retirages abusifs, celles frappées par certains cercles et par divers ordres secrets estudiantins, etc.

Exemples de médailles officielles (dont certaines ont été piratées par un cercle ou un ordre)
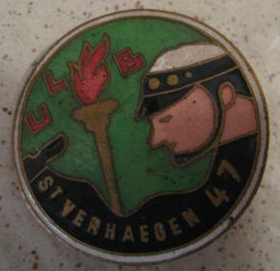
Médaille de la St V 1947.
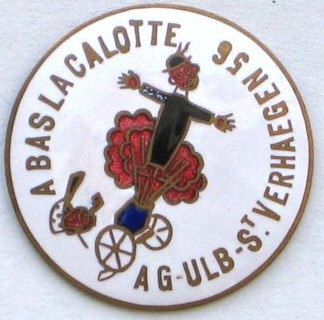
Médaille de la St V 1956.
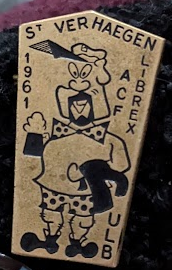
Médaille officielle St V 1961.
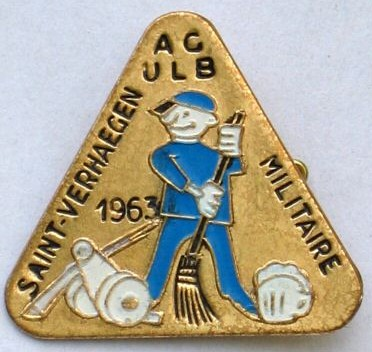
Médaille de la St V 1963.
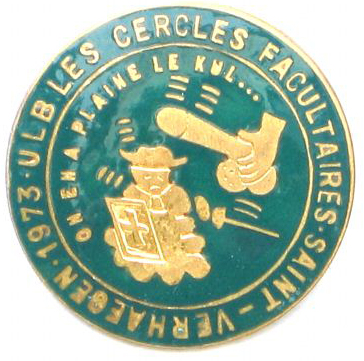
Médaille de la St V 1973.
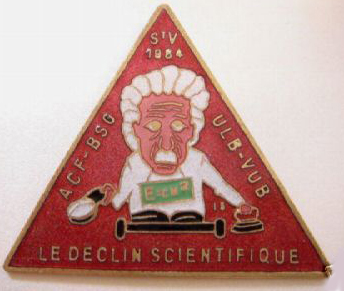
Médaille de la St V 1984.
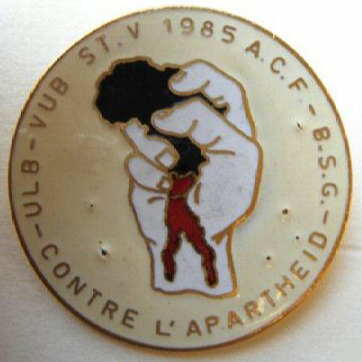
Médaille de la St V 1985.
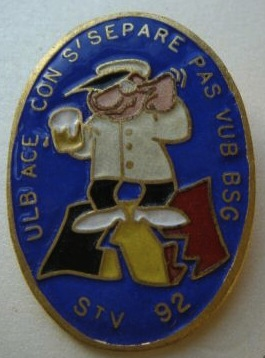
Médaille de la St V 1992.
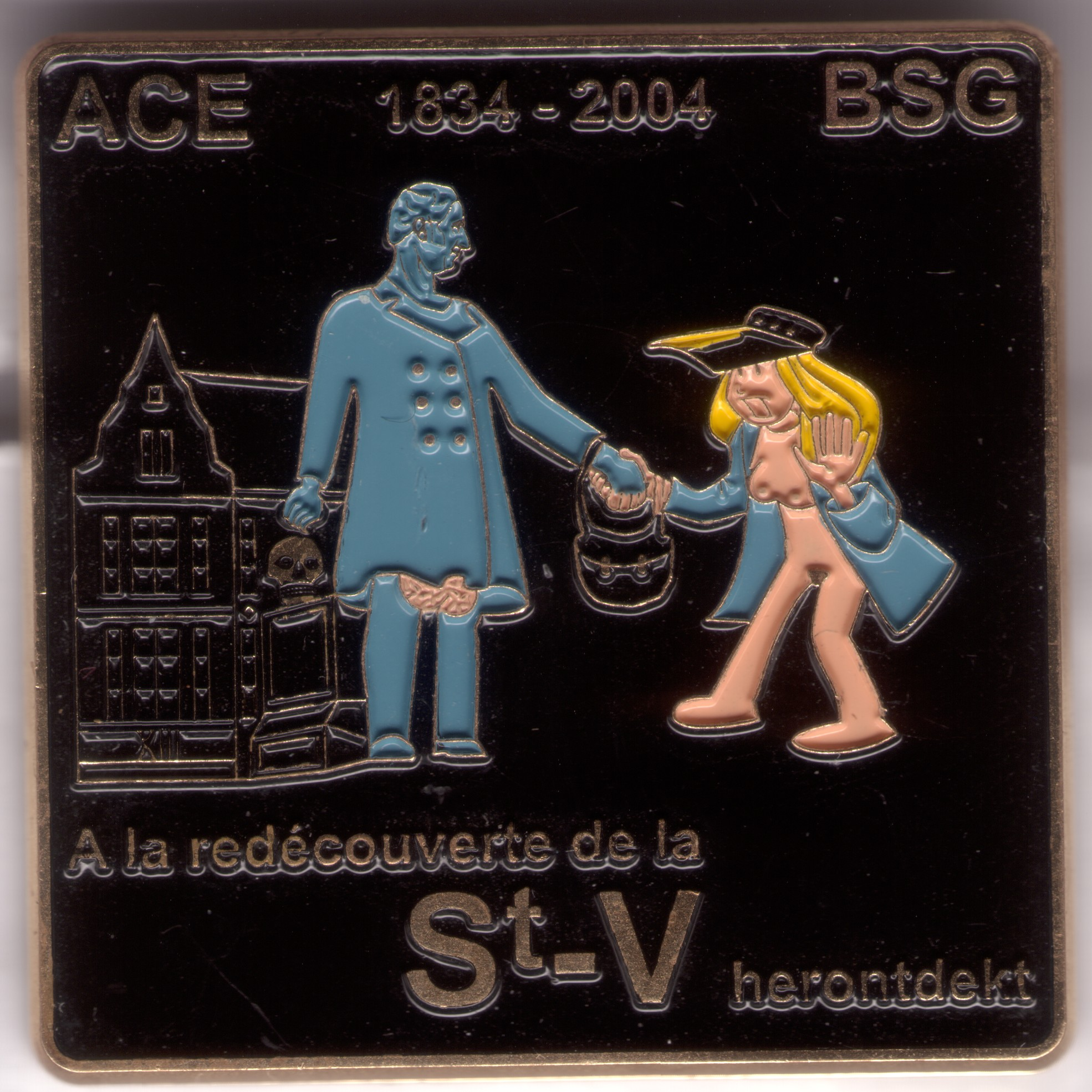
Médaille de la St V 2004.
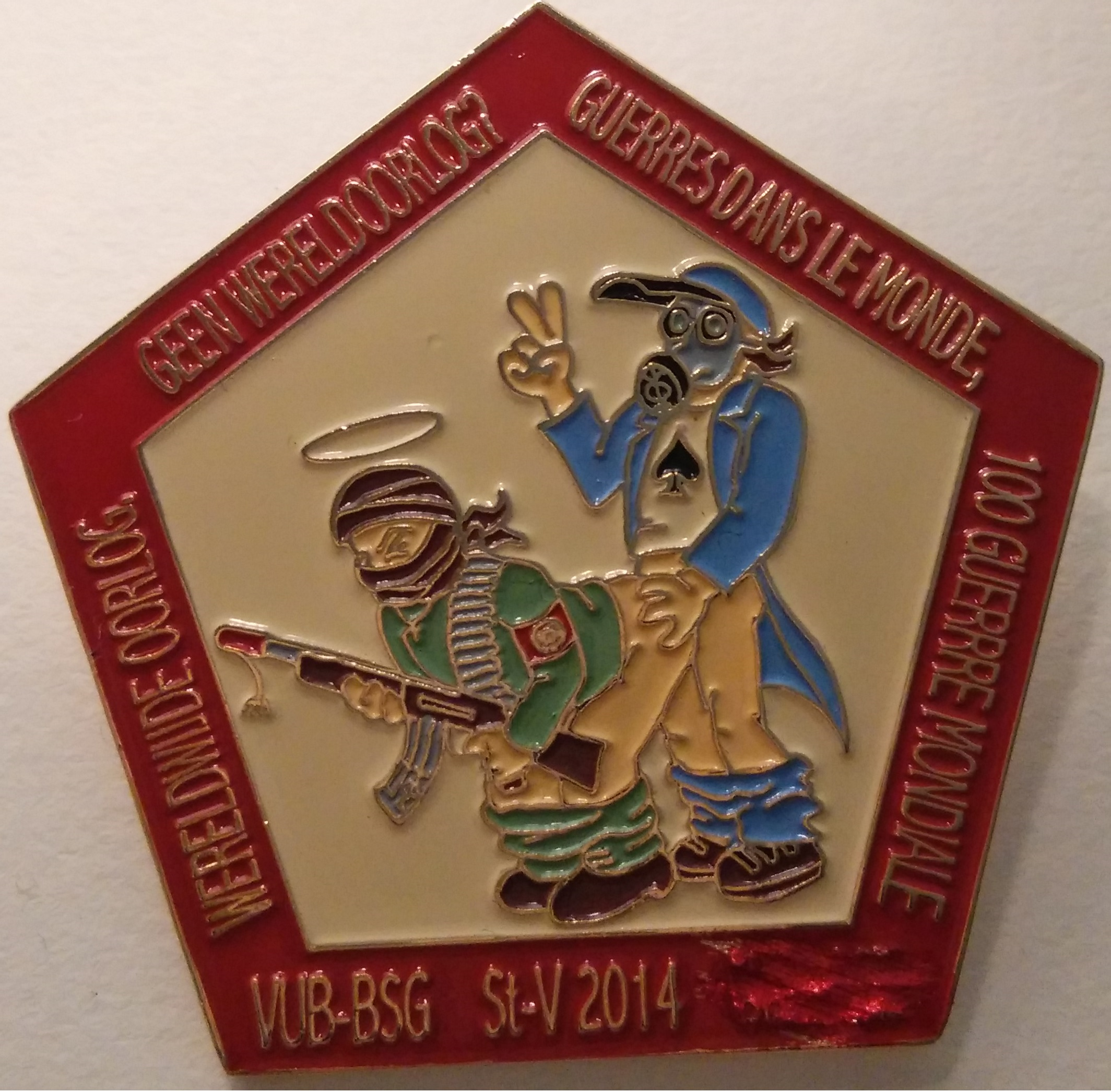
Médaille BSG de la St V 2014.
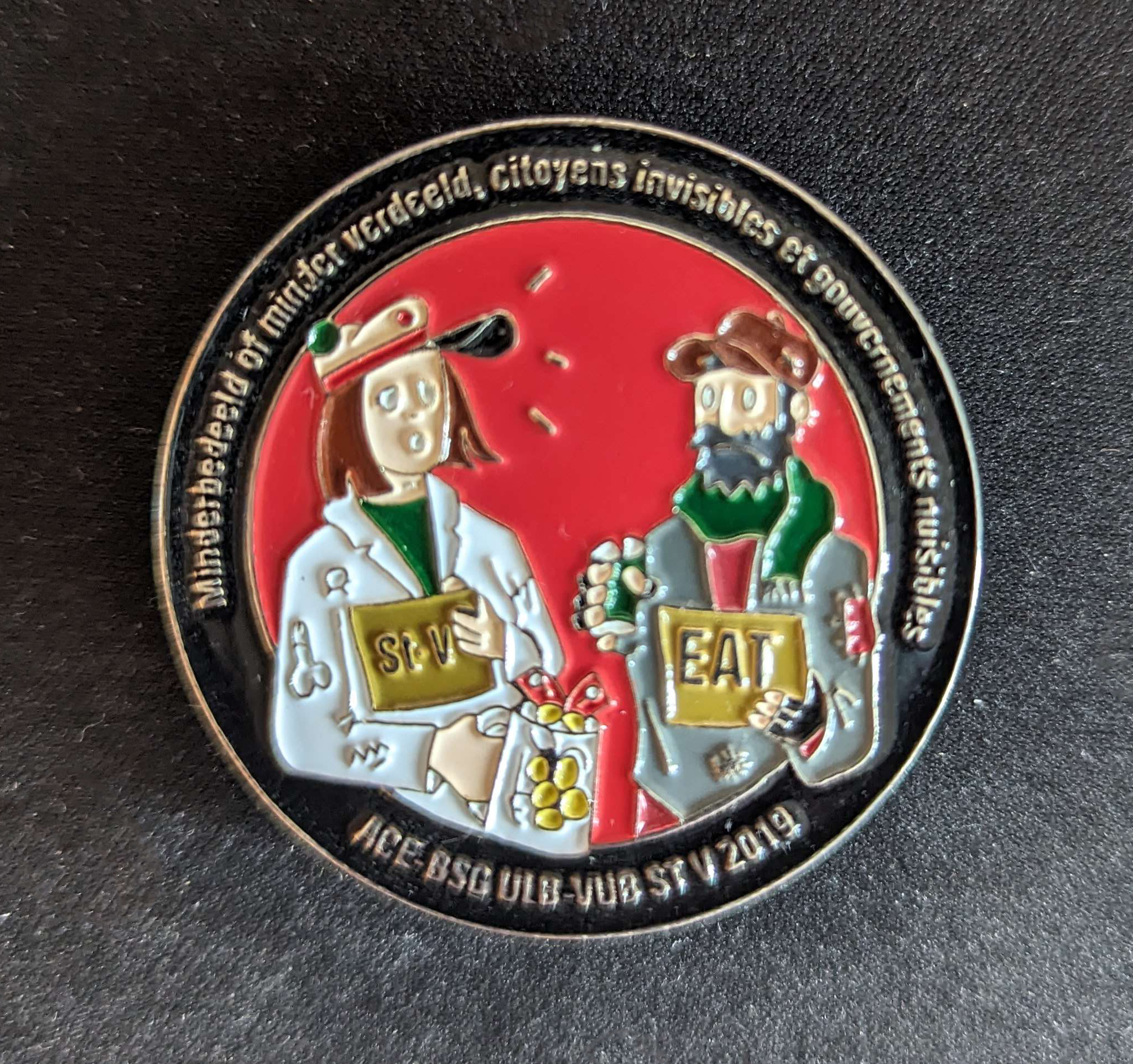
Médaille officielle St V 2019.
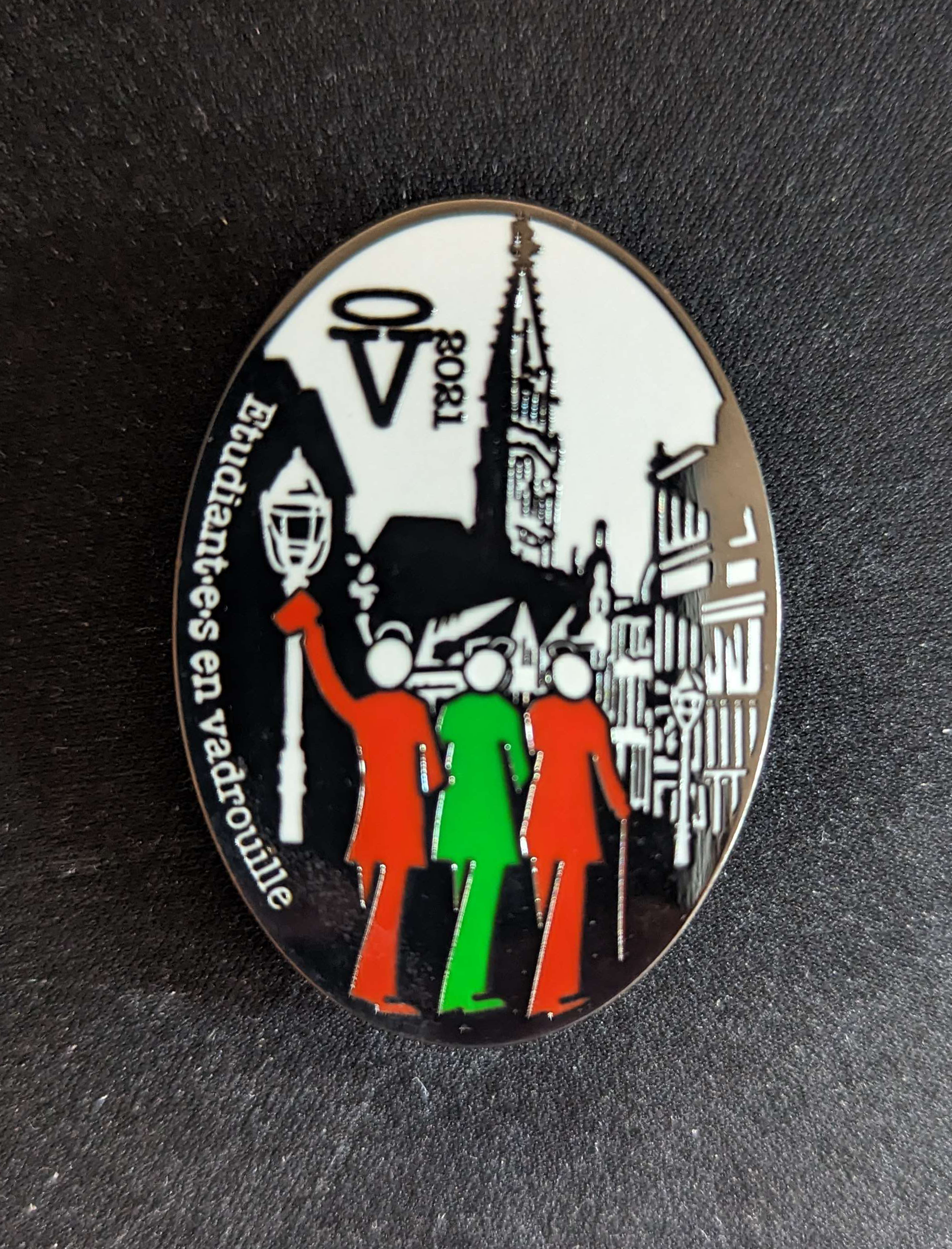
Médaille SGC de la St V 2021.
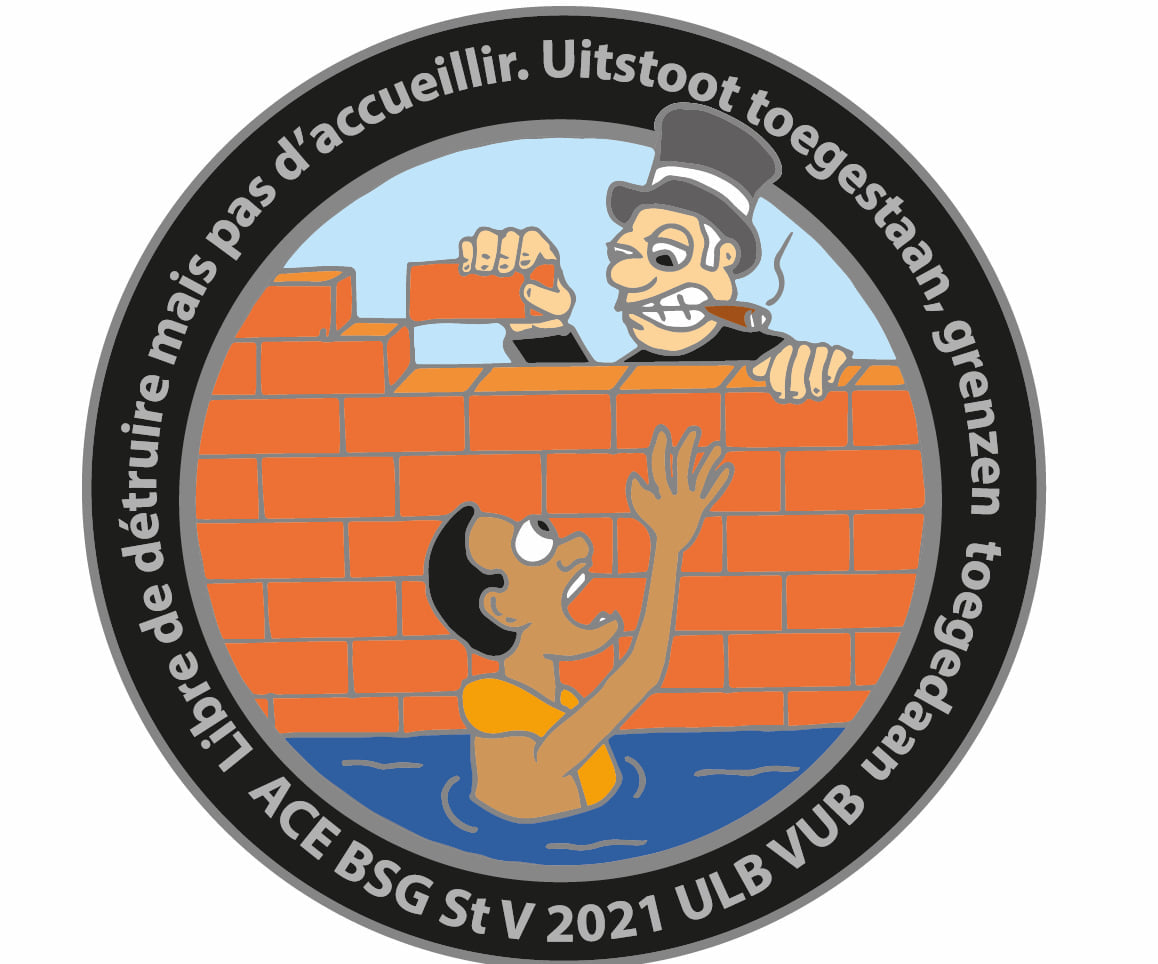
Médaille officielle St V 2021.
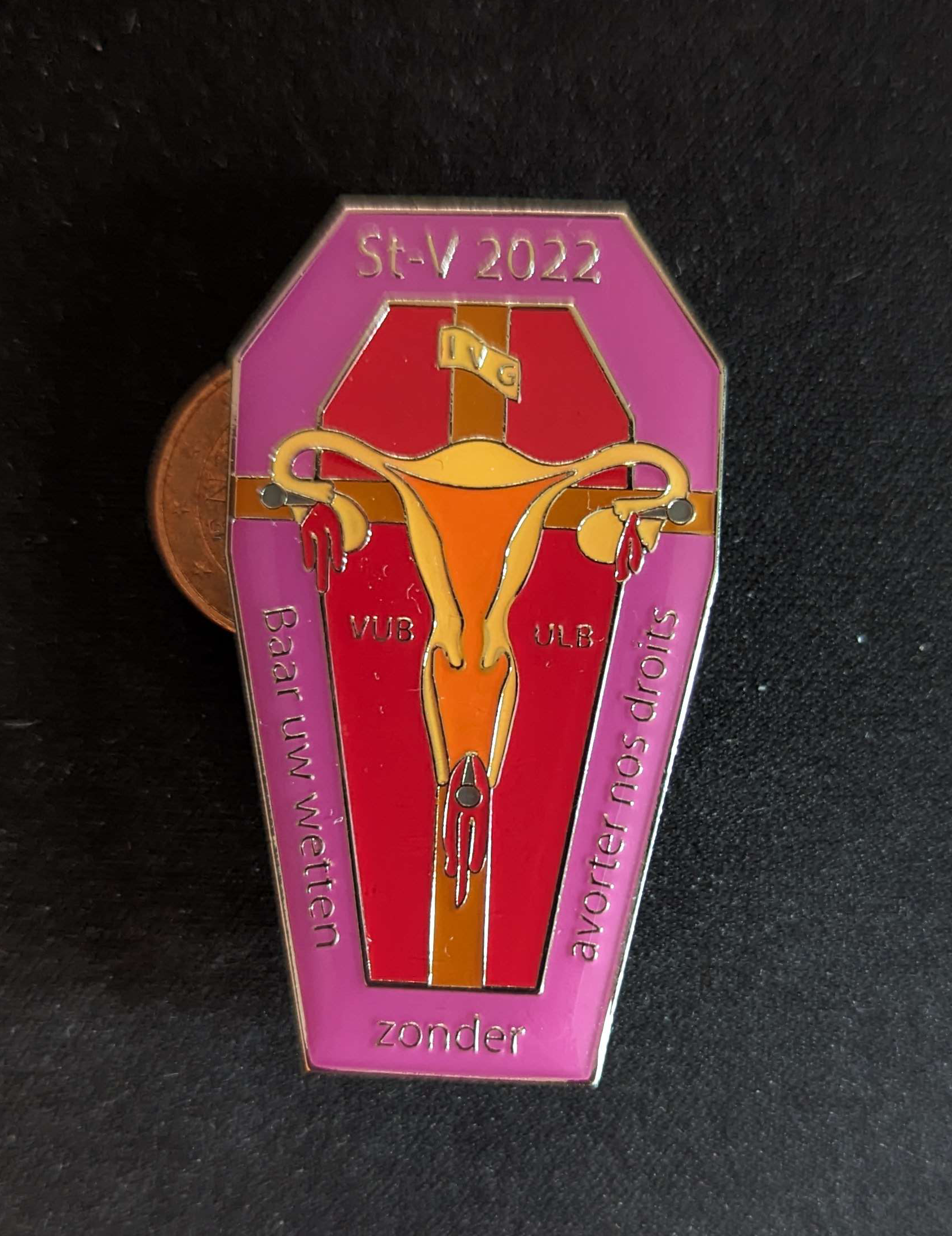
Médaille SGC de la St V 2022.
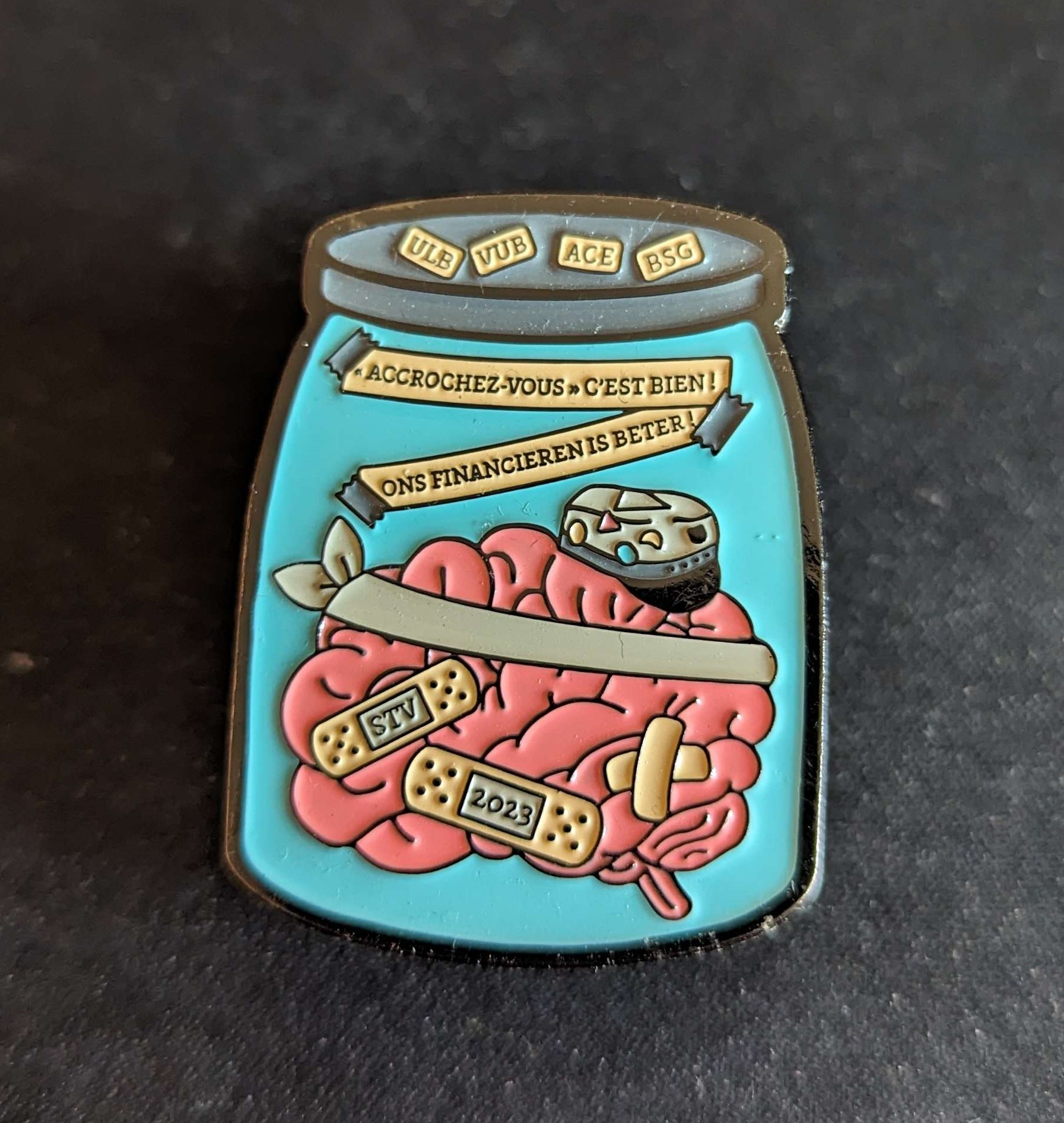
Médaille officielle St V 2023.
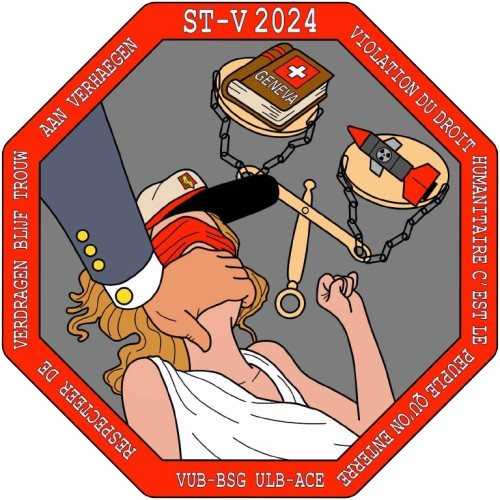
Médaille officielle St V 2024.

## Thèmes de Saint-Verhaegen
Choisis conjointement par l'ACE et la BSG, celui-ci aborde généralement des sujets comme la lutte contre l’extrémisme, le pacifisme, l'environnement, l'anticléricalisme, le folklore estudiantin…
Ci-dessous les thèmes annuels choisis par les étudiants.